# Pfarrhaus (Minderoffingen)

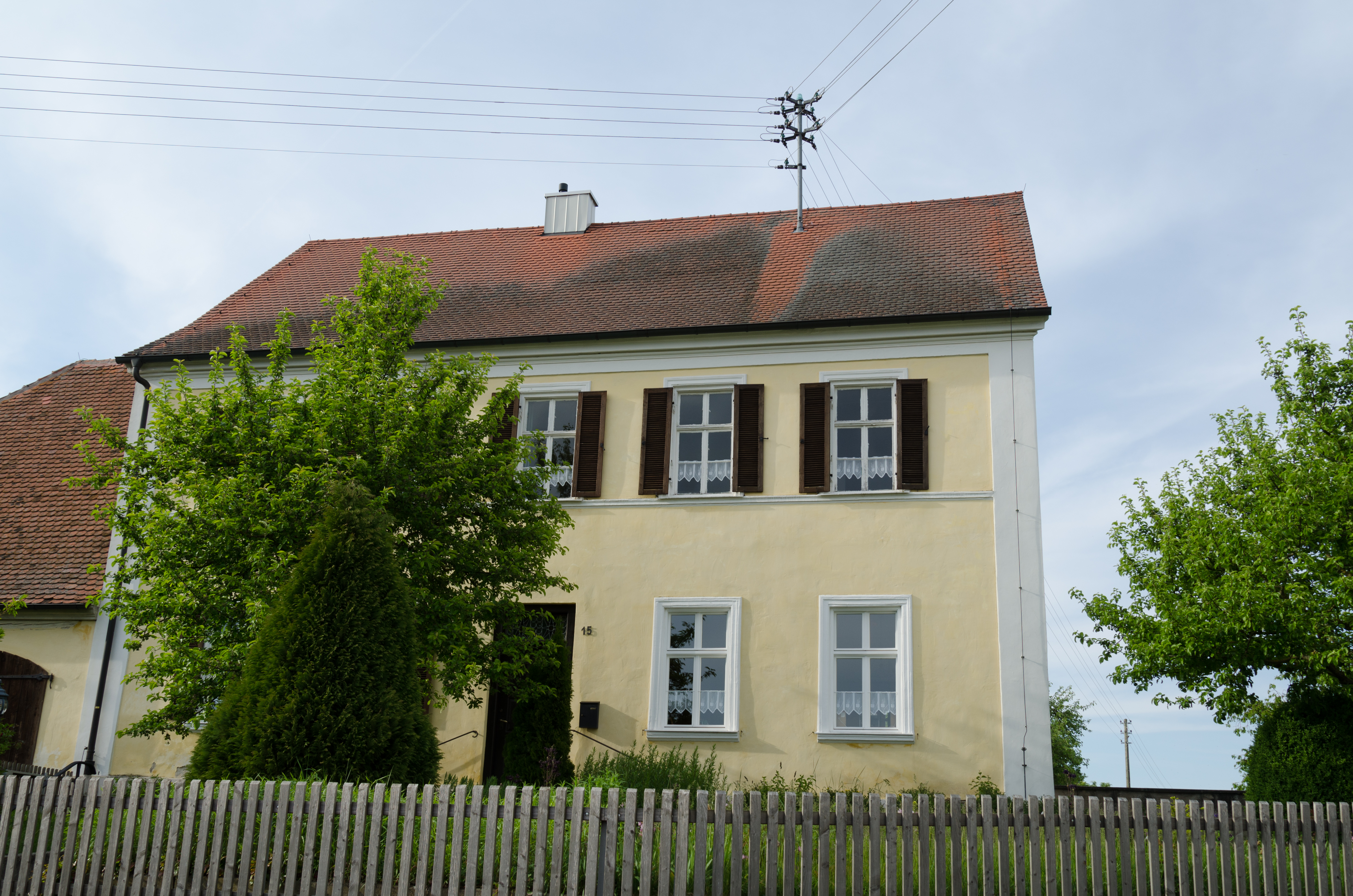
Ehemaliges Pfarrhaus in Minderoffingen

Das Pfarrhaus in Minderoffingen, einem Gemeindeteil Marktoffingen im Landkreis Donau-Ries im bayerischen Regierungsbezirk Schwaben, wurde um 1840/50 errichtet. Das ehemalige Pfarrhaus mit der Adresse Obere Straße 15 ist ein geschütztes Baudenkmal.
Der zweigeschossige spätklassizistische Satteldachbau mit Ecklisenen und Putzrahmen um die Fenster besitzt eine Freitreppe, die zum schlichten Eingang führt. 
Die angebaute Remise mit rechteckiger und stichbogiger Einfahrt aus der gleichen Zeit ist mit einem Halbwalmdach ausgeführt.